# قرية ساوث بلومينغ غروف (نيويورك)
قرية ساوث بلومينغ غروف (بالإنجليزية: South Blooming Grove, New York)‏ هي منطقة سكنية تقع في الولايات المتحدة في مقاطعة أورانج، نيويورك.  يقدر عدد سكانها بـ 3,234 نسمة ومساحتها 12.9 كم2 .